# Applause
Applause je pjesma američke pjevačice Lady Gage. Dijelovi pjesme procurili su nešto više od tjedan dana prije predviđenog datuma objavljivanja pa je ista službeno postavljena na iTunes 12. kolovoza 2013. godine kao prvi i najavni singl s albuma ARTPOP. Gotovo dvije godine nakon izdavanja pjesme Marry the Night, zadnjeg singla s albuma Born This Way, Gaga je premijerno izvela svoj povratnički singl Applause na dodjeli MTV VMA nagrada 25. kolovoza.
Pjesmu je napisala Lady Gaga, a zasluge za rad na tekstu ima i producent Paul Blair (DJ White Shadow). Isti je dvojac i producirao pjesmu, a koproducenti su Dino Zisis, Nick Monson i Martin Bresso.
Video spot za pjesmu objavljen je 19. kolovoza, snimljen je u Los Angelesu, a režirao ga je fotografski duo Inez van Lamsweerde i Vinoodh Matadin koji je kreirao i omot singla. Spot je dobio uglavnom pozitivne kritike. Gagin izgled u spotu bio je inspiriran Boticellijevim Rođenjem Venere, a u tekstu pjesme spominje se poznati suvremeni umjetnik Jeff Koons koji je s Gagom surađivao na projektu ARTPOP, a za omot albuma izradio njenu skulpturu.
Pjesma je dosegla Top 5 na Billboard Hot 100 ljestvici, s najvišom pozicijom na 4. mjestu, a na listi Top 10 zadržala se 11 tjedana.